# Dowerin
Dowerin – miasto w Australii, w stanie Australia Zachodnia.